# 女超人 (第五季)
《女超人》第五季（英語：Supergirl Season 5）是一部美國超級英雄動作冒險電視劇，由電視劇製作人艾莉·安德勒和兩位綠箭宇宙開發者葛雷格·波蘭提和安德魯·克瑞斯伯格合作開發，劇集以DC漫畫中的女超人角色改編而來，由奧拓·賓得與阿爾·派拉斯提諾合作創立。
第五季於2019年1月獲得續訂，拍攝工作於6月開始，繼續由羅伯特·羅夫諾和潔西卡·奎勒擔任節目統籌。除了主演梅莉莎·班諾伊回歸以外，大部分主演也一同回歸，唯獨山姆·維特威和愛普·帕克·瓊斯兩人沒有在第五季中以主演形式回歸，維特威僅以客串形式回歸。另外，第四季中擔任常設演員的雅姿·塔斯費、以及前三季中擔任常設的安卓莉亞·布魯克斯，均在此季中升為主要演員。
而電視劇主演梅莉莎·班諾伊在此季中同時擔任第17集的導演，作為班諾伊的首次執導經歷。2020年3月12日，受2019冠状病毒病疫情影響，華納兄弟電視公司暫停所有發行電視劇的拍攝工作，使第五季未能完成最後階段的拍攝工作與後期製作，因此縮短至第19集來收尾。

## 本季概要
節目統籌潔西卡·奎勒表示此季將採用著名美劇《黑鏡》的風格，顯示“智能化高科技對當今社會造成的影響”，當中包含人工智能、虛擬現實、擴增實境等廣泛技術。而主演梅莉莎·班諾伊在採訪中表示，卡拉於此季會想辦法應對她的好友莉娜，其於上一季結尾時知情卡拉的身份，讓這對情同手足的好友之間產生“芥蒂”。
此季同時會迎來劇集第100集，節目統籌都表示“劇集初期的一些角色可能會現身”。而來自前兩季的主演奧黛特·安納布爾、克里斯·伍德和山姆·維特威與其他一些前演員均在第100集回歸客串。回歸演員同時包含於第三季結尾退出的傑雷米·喬丹，這次作為特別客串演員回歸飾演溫·肖特，還一人分飾兩角參與三集故事的拍攝。

## 卡司

### 主要演員
- 梅莉莎·班諾伊 飾演 卡拉·佐·艾爾／卡拉·丹佛斯／女超人
- 麥卡德·布魯克斯（英语：Mehcad Brooks） 飾演 詹姆斯·奧爾森／守護者
- 凱樂·利 飾演 艾莉絲·丹佛斯（英语：Alex Danvers）
  - 奧莉維亞·妮卡寧 飾演 年輕的艾莉絲

- 凱蒂·麥克格雷斯 飾演 莉娜·路瑟（英语：Lena Luthor）
- 傑西·拉斯（英语：Jesse Rath） 飾演 奎羅·「布萊尼」·道斯／魔神腦五號（英语：Brainiac 5）
  - 梅根·拉斯（英语：Meaghan Rath） 飾演 女性魔神腦五號

- 妮可·梅因斯（英语：Nicole Maines） 飾演 妮雅·納爾／夢境者（英语：Nia Nal）
- 雅姿·塔斯費（英语：Azie Tesfai） 飾演 凱莉·奧爾森
- 安卓莉亞·布魯克斯（英语：Andrea Brooks） 飾演 伊芙·泰絲馬克（英语：Eve Teschmacher）／荷普
  - 卡莉·瓦爾格倫（英语：Kari Wahlgren） 聲演 荷普

- 茱莉·鞏瑟羅 飾演 安卓莉亞·羅哈斯／黑暗天使（英语：Acrata）
- 史塔茲·尼爾（英语：Staz Nair） 飾演 威廉·戴
- 大衛·哈伍德（英语：David Harewood） 飾演 喬恩·瓊茲／火星獵人

### 常設演員
- 菲爾·拉瑪 飾演 馬勒菲克·瓊茲（英语：Ma'alefa'ak）
- 派蒂·艾倫 飾演 瑪格·莫瑞森
- 尼克·薩格 飾演 羅素·羅傑斯／嘶吼者
- 米徹·佩勒吉 飾演 拉摩可汗（英语：Rama Khan）
- 卡拉·布歐諾（英语：Cara Buono） 飾演 葛曼妮／潔瑪·庫伯（英语：Gamemnae）
- 喬恩·克萊爾 飾演 雷克斯·路瑟

### 客串演員
- 珍妮佛·奇恩·加史亞 飾演 午夜（英语：Midnight (DC Comics)）
- 凱特·米庫奇（英语：Kate Micucci） 飾演 博物館導遊
- 卡爾·朗布利（英语：Carl Lumbly） 飾演 梅林·瓊茲
- 肖恩·艾斯汀 飾演 彼特·安德魯斯
- 布蕾亞·聖詹姆斯 飾演 卡洛琳·歐康納
- 路易莎·奧利維拉（英语：Luisa D'Oliveira） 飾演 窒息者（英语：Hangmen (DC Comics)）
- 拉胡爾·寇理（英语：Rahul Kohli） 飾演 傑克·斯菲爾
- 史蒂芬·鮑爾 飾演 貝納多·羅哈斯
- 基斯·達拉斯 飾演 艾爾·克萊恩
- 安潔莉·潔（英语：Anjali Jay） 飾演 瑟琳娜
- 蘿絲瑪莉·霍奇希爾德 飾演 薇塔
- 溫森姆·布朗 飾演 艾雅拉
- 湯瑪斯·雷蒙 飾演 怪傑先生（英语：Mister Mxyzptlk）
- 威利·賈森（英语：Willie Garson） 飾演 史蒂夫·羅麥利
- 卡米莉·蘇利文（英语：Camille Sullivan） 飾演 艾米·薩菲
- 皮爾森·福德 飾演 葛雷格·鮑爾
- 傑斯·摩斯 飾演 理察·貝茨
- 安娜·范·胡福特（英语：Anna Van Hooft） 飾演 珍妮佛·貝茨
- 柯賓·布魯 飾演 崔佛·克萊恩
- 安妮·霍里斯特 飾演 邦妮·沃克
- 莎朗·莉爾 飾演 梅根·摩絲／火星小姐

### 特別演出
- 拉摩尼卡·蓋瑞特（英语：LaMonica Garrett） 飾演 瑪爾·諾武／監視者（英语：Monitor (comics)）
- 泰勒·霍奇林 飾演 凱·艾爾／克拉克·肯特／超人
- 伊莉莎白·圖諾克 飾演 露薏絲·蓮恩
- 埃莉卡·杜蘭斯 飾演 奧若拉·佐-艾爾（英语：List of minor DC Comics characters#Alura）
- 傑雷米·喬丹 飾演 溫·肖特 & 玩具人二世
- 亨利·徹爾尼 飾演 溫斯洛·肖特／玩具人（英语：Toyman）
- 奧黛特·安納布爾 飾演 莎曼珊·艾莉亞斯／主宰（英语：List of minor DC Comics characters#Reign）
- 貝蒂·芭克利（英语：Betty Buckley） 飾演 帕翠莎·艾莉亞斯
- 克里斯·伍德 飾演 蒙艾（英语：Lar Gand）
- 查德·洛 飾演 湯瑪斯·科維爾
- 山姆·維特威 飾演 班·洛克伍德／自由使者（英语：Agent Liberty）
- 羅伯特·貝克（英语：Robert Baker (actor)） 飾演 奧提斯·葛雷夫絲
- 海倫·史萊特（英语：Helen Slater） 飾演 伊莉莎·丹佛斯

## 集數
| 總集數 | 集數 （季） | 標題                                                  | 導演                  | 編劇                                                                        | 首播日期       | 製作 代碼 | 美國收視人數 （百萬） |
| --- | ----------- | ----------------------------------------------------- | --------------------- | --------------------------------------------------------------------------- | -------------- | --------- | --------------------- |
| 88 | 1           | 黑洞表面 Event Horizon                                | 傑西·沃恩             | 德瑞克·賽門 & 妮琪·霍康布                                                   | 2019年10月6日  | T13.21801 | 1.26                  |
| 莉娜自從得知卡拉就是女超人後深感背叛，發誓不會再被情感矇騙而沉溺於科技，造出名為「荷普」（Hope）的人工智能作伴。她發誓會讓卡拉感同身受，首先將凱特企業轉手賣給她的舊識，科技公司「黑曜石全球企業」執行長安卓莉亞·羅哈斯。安卓莉亞上任後將企業的宗旨改為通俗新聞業，靠網絡訂閱數值賺取利潤，讓崇尚新聞力量的卡拉、詹姆斯和妮雅嗤之以鼻，迫使詹姆斯憤而辭職。與此同時，一位神秘變形外星人偷跑博物館用來展示的超人太空艙，用內部的幻影區傳送儀釋出跟喬恩有過恩怨的外星罪犯午夜，她靠製造黑洞的強大能力以一敵四後逃跑。卡拉還不知如何告知莉娜實話，在艾莉絲奉勸下決定先放下戰事，在她領取普利策獎的晚宴上找到莉娜，最終以深表愧疚的方式對她坦誠自己就是女超人。莉娜本計劃對外公開卡拉的身份作為報復，但看著卡拉剛剛對自己痛哭道歉而遲疑。午夜這時襲擊晚宴現場，卡拉由於先前作戰時損毀披風，這次換上布萊尼為她造的嶄新納米戰服，跟其他夥伴聯手擊敗午夜，將她關回幻影區。喬恩當晚回家時碰到幕後黑手，其也身為緑火星人，還身為他的兄弟。卡拉將一副用來呼叫自己的信號手錶送給莉娜以表心意，而莉娜表面上裝作諒解她，但心裡仍然無法忍受卡拉這些年的欺騙，於是決定利用卡拉的信任來達成目的。 |             |                                                       |                       |                                                                             |                |           |                       |
| 89 | 2           | 身邊的陌生人 Stranger Beside Me                       | 大衛·麥維爾特         | 黛娜·霍根 & 凱蒂·蘿絲·羅傑斯                                                | 2019年10月13日 | T13.21802 | 0.97                  |
| 喬恩跟他的兄弟馬勒菲克共同做出攻擊，兩者因此觸犯火星人「兄弟不可自相殘殺」之大忌而兩敗俱傷，喬恩發現自己不記得兄弟卻意識相連，剛在黑曜石分部上任的凱莉採用神經成像方式幫助喬恩尋回失去的記憶。在記憶中，喬恩想起馬勒菲克是投靠白火星人的叛徒，與之聯手發動長達數十年的火星內戰，最後被抓獲以叛國罪關進幻影區。馬勒菲克跟蹤且偷襲回家的艾莉絲，變形成她的樣子試圖伏擊卡拉，但最終被精神痊愈的喬恩擊退。敗逃的馬勒菲克思考下一步時偷聽到凱莉的方法。決定用“大腦重置”手段增強精神力。卡拉在工作上處處受安卓莉亞挑毛病，還屢次而被新來的英國記者威廉·戴搶走功勞，唯一能做的只能學會適應。莉娜看不慣人們互相“傷害”，瞞著安卓莉亞偷用黑曜石的虛擬現實隱形眼鏡加以改造，準備對其植入一種“鏈接”，用類似電腦編程的方式去除人類的情緒，以此手段營造一個人類彼此“無害”的世界；她同時綁架背叛過她的前助手伊芙準備做人體實驗。而安卓莉亞最終發現莉娜試圖竊取自己的技術，因此斷絕莉娜的技術來源，卻不知情莉娜的實驗內幕。伊芙沒有大喊求救，莉娜便將她釋放出來，但為了不犯過去的錯，莉娜針對伊芙繪製完腦圖，再把納米技術構造的荷普上傳至伊芙的大腦來兩者結合，將她變成自己的完美助手。 |             |                                                       |                       |                                                                             |                |           |                       |
| 90 | 3           | 模糊界限 Blurred Lines                                | 艾瑞克·迪恩·西頓      | 琳賽·施特曼 & J·霍瑟姆                                                      | 2019年10月20日 | T13.21803 | 0.92                  |
| 一位年輕的科技富豪奈爾斯·傑羅德被發現陳屍夜店，威廉搶先說服安卓莉亞此案無必要報導，但卡拉私下調查案情發現傑羅德是被一種外星寄生體植入重金屬致死，透過調查得知身上寄生該生物的女宿主卡洛琳·歐康納其實受僱於某人而行刺。卡拉與艾莉絲搶在卡洛琳刺殺下一個目標時制止她，但還未問出她為誰賣命，一個行動快速的不明黑影將卡洛琳殺害滅口。妮雅協助喬恩深入他的大腦探尋兄弟回憶，卻最終得知從小會失控傷人的馬勒菲克被父親梅林忍痛囚禁等待治療方法，無意間使他墮入黑暗、投靠白火星人引發數十年的火星內戰；而喬恩為了消除他們父子的精神痛苦，私自移除他們父子有關馬勒菲克的一切回憶。這時，馬勒菲克變形成凱莉的軍中舊識來接近她，以治療為由而借她之手用黑曜石的技術恢復自己能操縱他人意識的能力，隨後大肆破壞公司。即使喬恩出面希望弟弟住手，但馬勒菲克聲言不會停手而逃跑。喬恩最後沒有對夥伴說出真相，凱莉接受艾莉絲建議陪詹姆斯離城避風頭，因此事受影響的妮雅與布萊尼的戀情陷入緊張關係。卡拉隨後開始盡全力彌補跟莉娜的友情，這讓她隨口答應幫莉娜潛入軍事基地取回雷克斯的日記，莉娜稱這是為自己心裡治療所需，但實際上是為了尋找裡面記載的有關思想控制的資訊，作為參考來完善她的技術。 |             |                                                       |                       |                                                                             |                |           |                       |
| 91 | 4           | 近在咫尺 In Plain Sight                               | 大衛·麥維爾特         | 傑·費伯 & 潔絲·卡多斯                                                       | 2019年10月27日 | T13.21804 | 0.95                  |
| 凱莉和詹姆斯回到她們安葬父親後住過的家鄉小鎮，卻發現該地變得一片荒涼，靠本地小夥賽門得知當地執法人員長期濫用法律壓迫鎮民、成立私人監獄營利，幾乎無人敢吭聲。卡拉和妮雅合作追查“心存不軌”的威廉，跟到墨西哥城得知他假造一位本地女子埃琳娜·托雷斯的死亡，隨著追隨一系列死案都與威廉有關，卡拉最終找上威廉對峙，從其解釋得知他一直以來裝作一位孤傲記者來秘密接近且調查安卓莉亞，認為她與某個“龐大犯罪組織”有關聯；卡拉還無法相信其說法，但也決定勉強接受。由於馬勒菲克依然逍遙法外，喬恩和布萊尼開始合作想辦法完善制伏手段，但兩者均有心事而心神不寧，四處碰壁之下只能拜託莉娜來幫忙。馬勒菲克潛伏進行動局洗腦控制住艾莉絲，透過離間手段擾亂喬恩的心思，直到卡拉到場才識破這是馬勒菲克的計謀。凱莉同時因之前受襲產生的後遺症，能逆向感覺到馬勒菲克存在而陪哥哥回城市協助眾人，最後成功救出艾莉絲，用完善的傳送儀看似將馬勒菲克送回幻影區。戰後，詹姆斯正式搬離國際市，買下家鄉小鎮的報社擔任出版人，再次以媒體力量正面迎擊貪腐勢力，收留賽門為弟子而教導他攝影。眾人未知莉娜其實在傳送儀上動過手腳，馬勒菲克被秘密傳送至她的實驗室隔離起來，被莉娜提出建立合作關係。 |             |                                                       |                       |                                                                             |                |           |                       |
| 92 | 5           | 危險關係 Dangerous Liaisons                           | 艾莉絲·萊特-羅傑斯    | 羅柏·賴特 & 德瑞克·賽門                                                     | 2019年11月3日  | T13.21805 | 0.78                  |
| 就在黑曜石科技即將發售最新產品「共夢」隱形眼鏡時，卡拉與威廉合作私下調查安卓莉亞與其家族，透過審問在墨西哥城逮捕的刺客窒息者，得知還有別的刺客受僱於幕後組織。其中一名身上裝有兩條機械手臂的刺客嘶吼者，先是偷走一把熱能激光能量炮，後來又到新墨西哥州的衛星站動手腳；威廉稱嘶吼者殺死過他的摯友羅素·羅傑斯。眾人最終得知嘶吼者前往南極洲沃斯托克考察站，即將用能量炮融化沃斯托克湖。然而他們晚去一步，湖被溶解導致國際市等大多環太平洋城市即將受巨浪吞沒，卡拉和喬恩用高速飛行能力穩定湖面將其再次結凍，妮雅則用能力成功抵擋巨浪而救下全市。當時在海濱區準備和艾莉絲慶祝週年慶的凱莉，目睹艾莉絲在街上拼命救市民時，回憶起前未婚妻身亡的悲痛往事。由於此災難若發生只會為安卓莉亞帶來巨大虧損，眾人開始認為她與此事無關。被捕的嘶吼者身份證實為羅傑斯，發現他遭到精神操縱。而利維坦身為幕後黑手，組織女代表命令安卓莉亞去除掉羅傑斯。莉娜對馬勒菲克答應會解除他的精神屏障來殺喬恩，讓他配合自己的實驗、將他能夠改寫他人意識的能力與自己的隱形眼鏡技術結合。實驗最後獲得成功，但莉娜不肯答應他的要求，隨後立刻測試完工的隱形眼鏡，操縱住馬勒菲克的意識而使他恢復平靜。 |             |                                                       |                       |                                                                             |                |           |                       |
| 93 | 6           | 肝膽相照 Confidence Women                             | 莎儂·寇理             | 黛娜·霍根 & 妮琪·霍康布                                                     | 2019年11月10日 | T13.21806 | 0.84                  |
| 十五年前，莉娜與安卓莉亞在寄宿學校相識，兩人擁有相似興趣和家境而成為摯友。但在五年前，她們倆都被趕出各自家族企業而共同陷入人生最低谷，莉娜拉攏安卓莉亞一起去哥斯達黎加叢林尋找自己母親生前講過的傳說「黑暗天使金牌」。冒險途中，不慎掉進遺跡的安卓莉亞先找到金牌，然而金牌實為利維坦組織世代相傳的珍貴文物，一位神秘老者突然現身說服安卓莉亞拿走金牌並聽從組織指示。安卓莉亞私藏金牌後，得到組織幫助而事業一步登天，但代價卻是她獨享金牌的事情很快敗露，導致莉娜跟她絕交。之後隨著雷克斯犯罪入獄，莉娜搬到國際市跟卡拉成為摯友，直到一年前得知她是女超人後再次承受精神重擊。追悔莫及的安卓莉亞隨後認識羅素成為情侶，但羅素因調查利維坦底細而原本即將被滅口，由於安卓莉亞為他請命，羅素便被改造成嘶吼者。安卓莉亞用金牌獲得全身影子化的超能力，幫組織暗殺多數人。現今，羅素被行動局逮捕，迫使她說服莉娜幫忙。受莉娜掩護，安卓莉亞成功將羅素從行動局中劫獄，但被迫將金牌留給莉娜，當她剛想把羅素安全送出國，利維坦的人很快將羅素槍殺滅口。由於莉娜掩護安卓莉亞時是用自己改寫他人意識的技術，被喬恩察覺到是馬勒菲克的能力。莉娜分析金牌後發現利維坦的符號，命令荷普讀取伊芙的記憶搜集組織的情報。 |             |                                                       |                       |                                                                             |                |           |                       |
| 94 | 7           | 驚天動地 Tremors                                      | 安迪·阿瑪甘尼恩       | J·霍瑟姆 & 凱蒂·蘿絲·羅傑斯                                                 | 2019年11月17日 | T13.21807 | 0.79                  |
| 莉娜搶走金牌迫使利維坦的核心幹部拉摩可汗親自出動，靠他能控制土地且製造自然災害的強大能力襲擊莉娜，卡拉及時趕到救走莉娜，兩者合作想辦法對付利維坦。卡拉過於相信莉娜而將她帶至孤獨堡壘，為她展示一系列超人從雷克斯手中扣留的致命武器，但拉摩可汗最終找到她們的所在處而趕來發起攻擊，兩人最後聯手將他擊退。然而，卡拉回過頭發現莉娜準備拿走四年前使全人類遭受洗腦控制的「萬劫」儀器，而莉娜認為已無必要隱瞞下去，向卡拉道出她早已在槍殺雷克斯時知情她身份的真相。滿懷震驚的卡拉卻也相當內疚，試圖用心勸阻時卻因莉娜偷偷修改過堡壘防禦系統，全身被氪石氣體圍住，只能眼睜睜看著莉娜用傳送門跑掉。另一方面，艾莉絲和布萊尼剛找到已死的嘶吼者就被炸傷，前來探望的凱莉因無法承受痛苦而險些提出分手，但在艾莉絲的用心安撫下還是學會接受。布萊尼因頭部重擊而一度失去頭腦抑制，進而查出利維坦的總部疑似位於國際市，跟艾莉絲去地點調查時，被總部裡的幹部葛曼妮引入死路而無功而返。喬恩深感弟弟就在自己身邊，受父親梅林的精神指引，最終在莉娜的精神牢房中找到馬勒菲克。喬恩這次不再以暴力相向，而是跪在弟弟面前提出建立精神連結，馬勒菲克在喬恩的回憶中得知父親和哥哥的真實感受，心中的邪念因此被消除。 |             |                                                       |                       |                                                                             |                |           |                       |
| 95 | 8           | 拉摩可汗之怒 The Wrath of Rama Khan                   | 馬庫斯·史托克斯       | 琳賽·施特曼 & 潔絲·卡多斯                                                   | 2019年12月1日  | T13.21808 | 0.87                  |
| 卡拉最終被趕到孤獨堡壘的艾莉絲和布萊尼救出，自責是自己造就莉娜淪為如此，開始盡她所能補救局勢。莉娜躲在雷克斯遺留的安全屋中準備實施計劃，得知堡壘防禦系統突然自啟而準備對外面的卡拉發射氪石導彈，基於不想殺生而關閉防禦系統。另一邊，拉摩可汗找上安卓莉亞合作，準備促進國際市瀝青湖下方的休眠火山暴發來重演龐貝末日，在她不肯合作後用一把魔法權杖強行抽取她的超能力。但安卓莉亞隱藏住身份及時向行動局求救，迫使艾莉絲下令分頭行動。喬恩帶來改邪歸正的馬勒菲克，用精神力全力制止莉娜的衛星發送萬劫信號，喬恩救出安卓莉亞，兩者隨後參戰擊退拉摩可汗。火山重回休眠，負傷的拉摩可汗只能敗逃，他因此被剔除領導權，讓位給葛曼妮接管。計劃失敗的莉娜得知聯調局即將來逮捕她，命令荷普以伊芙身份幫她扛下所有罪名而遭收押，卡拉和艾莉絲知情內幕但選擇暫不追究。立大功的馬勒菲克被赦免，最後接受喬恩的提議回去火星參戰對抗白火星人。監視者隨即現身稱讚喬恩成功讓弟弟改邪歸正而通過考驗，認為喬恩已準備好參與接下來發生的“多元宇宙危機”。而先前被監視者復活的雷克斯，委託監視者要在危機中保護好莉娜。同時在地球1號的中央市，探險家納許·威爾斯開鑿出一道刻有神秘文字的大門，直接被門裡的金色光芒吸進去。 |             |                                                       |                       |                                                                             |                |           |                       |
| 96 | 9           | 無限地球危機（一） Crisis on Infinite Earth: Part One | 傑西·沃恩             | 劇本創作 ：羅伯特·羅夫諾 & 馬克·古根海姆 故事構思 ：德瑞克·賽門 & 傑·費伯   | 2019年12月8日  | T13.21809 | 1.67                  |
| 反監視者開始發動多元宇宙危機，所釋出的一股強大的反物質能量波連續毀滅地球9號、66號、89號與地球X，隨後開始侵襲卡拉一行人所在的地球38號。卡拉目睹家鄉亞果市直接被毀，所幸與監視者合作的預言者緊急將克拉克和露薏絲救回地球，但夫妻倆剛生下的兒子強納森乘坐太空艙撤離途中掉進蟲洞落至地球16號。預言者同時將地球1號的貝瑞、凱特、雷、以及奧利佛和米婭父女等英雄帶至卡拉所在的地球，聯合堅守這最後一道防線。露薏絲、莎拉和布萊尼組隊來到地球16號找到平安無事的強納森，同時發現他被該地球的奧利佛營救且照料。而反物質波勢不可擋，監視者製造一座量子塔拖延時間，艾莉絲被迫招募莉娜幫忙製造物質傳送門，將地球居民集體搭不同的宇宙船撤離至地球1號避難。眾英雄聯合抵抗反監視者的軍隊，奧利佛告誡監視者必須堅守他們之間於一年前做的交易，反物質波迎面而來，30億居民安全撤離，監視者也將眾英雄轉移至地球1號，但奧利佛決定自行留下來，以自我犧牲方式抵抗到最後。地球38號瞬間毀滅，眾英雄與露薏絲一行人匯聚，監視者帶回奄奄一息的奧利佛做告別。奧利佛臨死之際將使命交託給女兒米婭，坦白他用自己一命換了巴瑞和卡拉的性命；而當初不慎釋出反監視者的納許·威爾斯，如今以「遺棄者」身份現身通知這場危機已無希望。註：此集作為綠箭宇宙2019年五劇連動的《無限地球危機》第一集，故事會在《蝙蝠女俠》第一季第九集、《閃電俠》第六季第九集、《綠箭俠》第八季第八集、以及《明日傳奇》第五季開播前的特別集中延續。 |             |                                                       |                       |                                                                             |                |           |                       |
| 97 | 10          | 瓶中世界 The Bottle Episode                           | 塔妮安·麥吉爾南       | 劇本創作 ：德瑞克·賽門 故事構思 ：妮琪·霍康布 & 珍·崔伊                     | 2020年1月19日  | T13.21810 | 0.84                  |
| 隨著多元宇宙危機化解，卡拉的世界與其他宇宙合併形成「始源地球」，一小部分來自其他宇宙的居民也全部擠在這座新世界中。雷克斯在危機中趁亂“改寫現實”，當上國際市模範人物兼行動局最高長官，唯獨卡拉、艾莉絲一行夥伴知情原來的真相。而知情者包括莉娜，她因雷克斯先前委託監視者保護而安全度過危機，在依然沒有諒解卡拉的情況下，選擇重新跟家人聯手、安排下一輪實驗。布萊尼撞見多名來自其他宇宙的自己，他們因各自家園消失而集體無家可歸，如今被反生命方程式追殺，使布萊尼本人面臨龐大壓力。其中一名二重身手拿一顆裝入瓶中縮小的地球，聯合來自自己地球的氪星女祭司團，打算強行打開瓶子恢復家園。由於這麼做會帶來毀滅性災難，布萊尼取下自己頭上的三個性格抑制器，說服該二重身收手且吸回瓶中，等待家園有朝一日恢復。瓶子被收走保管後，其餘兩名二重身決定將各自的意識與所有數據轉移至布萊尼身上，而當中的女性布萊尼告誡他今後勢必要跟雷克斯合作，藉以從利維坦手中拯救世界。另一邊，葛曼妮運用自己的人類身份潔瑪·庫伯，黑曜石董事會成員兼安卓莉亞的大學導師，親自會見安卓莉亞且一步一步引導她幫組織實現目的。接納真正自我的布萊尼忍痛跟妮雅分手，跟雷克斯提出彼此聯手，準備調查突然出現在現今的溫·肖特。 |             |                                                       |                       |                                                                             |                |           |                       |
| 98 | 11          | 逆轉未來（上） Back From the Future - Part One        | 大衛·哈伍德           | 黛娜·霍根 & 凱蒂·蘿絲·羅傑斯                                                | 2020年1月26日  | T13.21811 | 0.81                  |
| 多元宇宙危機對現世造成的影響持續升級，安卓莉亞對利維坦的認知變更成五年前在遺跡首次接觸後就從未有過聯繫，威廉將追查好友羅素的命案線索轉移至路瑟家族身上。一位來自不同宇宙的溫隨著危機而掉到這座現世，其繼承父親玩具人身份與瘋狂思想，同時受雷克斯和布萊尼掩護而在國際市作亂來為父報仇。他的暴行迫使身在三十一世紀未來的溫回到現今，跟卡拉一行老同伴攜手奮戰，制止這位“玩具人二世”作亂來挽救自己未來妻小與生活。眾人在喬恩完工的行動總部「高塔」匯聚，妮雅試圖用預知能力幫忙，但內心剛剛經歷分手而無法集中精神，但得知羅哈斯家族曾經導致溫的父親生意潦倒，推斷玩具人會襲擊安卓莉亞舉辦的新產品「白金隱形眼鏡」發佈會。卡拉一行人及時到場疏散觀眾，溫獨自追逐玩具人試圖勸阻他住手，但目睹他靠自爆來完成使命。現場無人傷亡，溫發現自己的未來恢復正常而得以安心，布萊尼對自己幫雷克斯的選擇感到捉摸不定，僅對溫交代真相而姑且得到他的諒解。然而，雷克斯靠布萊尼的線報潛入溫駕駛的軍團飛船，得到未來世界記錄所有過去資料的工具盒，調閱出利維坦的詳細資料。雷克斯決定針對葛曼妮深入調查，最後將能作為技術藍本的工具盒送給莉娜當禮物。就在眾人安心之時，玩具人的意識仍然尚存，正在進行下一步陰謀。 |             |                                                       |                       |                                                                             |                |           |                       |
| 99 | 12          | 逆轉未來（下） Back From the Future - Part Two        | 亞莉克西斯·奧斯特蘭德 | 羅柏·賴特 & J·霍瑟姆                                                        | 2020年2月16日  | T13.21812 | 0.65                  |
| 眾人陪溫敘舊且慶祝勝利過程中，本應死去的玩具人二世突然再次襲來，在行動局內部控制大量高科技武器展開攻擊。布萊尼得知玩具人二世死前靠黑曜石隱形眼鏡將自己的意識上傳、以“數據化”之身入侵行動局服務器，艾莉絲便立即全面封鎖。卡拉和溫來到地下主服務器準備將二世永遠刪除，卻得知溫的已故父親溫斯洛同樣被困在數據世界中，其去世前曾經以相同方式將意識數據化。溫得知自己的父親這次決定為兒子伸出援手，但溫始終不肯相信父親洗心革面。卡拉一行人對抗玩具大軍時，溫親自進入數據世界跟玩具人二世正面交鋒，而溫斯洛捨身掩護兒子將二世的數據身體徹底刪除，最後以兒子為傲後一併消失。危機正式解除後，解開父子心結的溫回歸未來，艾莉絲發現布萊尼正在擔任雷克斯的間諜，但仍理解布萊尼的苦衷，而喬恩建立的高塔剛好急缺領袖，艾莉絲正式辭去主管一職，讓位給布萊尼來持續監視雷克斯。而雷克斯在這段期間會見利維坦高層葛曼妮，提出建立合作關係來一同解決黑曜石白金隱形眼鏡的缺陷，這麼做使莉娜和安卓莉亞重新攜手合作，也讓莉娜的技術更進一步。卡拉本想跟威廉出去約會，但意識到自己隱瞞身份傷害過莉娜而退縮。正當卡拉希望能改變過去來修復她與莉娜的友情時，久違的怪傑先生以全新形象出現在她家門口。 |             |                                                       |                       |                                                                             |                |           |                       |
| 100 | 13          | 心想事成 It's A Super Life                            | 傑西·沃恩             | 劇本創作 ：羅伯特·羅夫諾 & 潔西卡·奎勒 故事構思 ：德瑞克·賽門 & 妮琪·霍康布 | 2020年2月23日  | T13.21813 | 0.66                  |
| 怪傑先生決定修復卡拉和莉娜的破碎友情，以彌補自己兩年前不擇手段向她求愛的過失，靠他的超能力改變過去，讓卡拉提前告知莉娜真相。卡拉回溯到過去三年來不同的重要時間點，分別嘗試告知莉娜真相，但發現不論哪次都會使莉娜陷入更深的創傷或是危險之中，同時會引發更嚴重的後果。卡拉隨後找到一個絕佳時機，在她與莉娜剛認識不久時就把真相告知她，雖然成功與她同舟共濟，卻導致知情她身份的莉娜被自由使者抓去當人質，強迫卡拉對大眾公開身份以救出莉娜，造成自由使者分別殲滅卡拉的親朋好友。當這也不管用後，卡拉便嘗試她若從來沒認識過莉娜的情況，陪怪傑先生進入該世界卻發現猶如地獄。她得知這裡的莉娜沒有依靠、受盡家人折磨後變成一位冷血無情的獨裁暴君，而怪傑先生同時因超能力被抑制，使她們倆受困這個世界。卡拉於是協助蒙艾在內的戰友抗擊莉娜的勢力，在夥伴盡全力抵擋身為莉娜的兩名大將主宰和布萊尼時，卡拉想辦法勸服莉娜卻面臨失敗，所幸怪傑先生及時取回帽匠的五維空間帽子，重獲能力將他和卡拉送回現實。這幾趟旅程讓卡拉領略到強行改變過去只會火上澆油，因此決定放眼未來，同時感謝怪傑先生的幫助而放他自由。如釋重負的卡拉面會莉娜，最後告誡莉娜回頭是岸，若繼續跟雷克斯同流合污，自己便會阻止她。 |             |                                                       |                       |                                                                             |                |           |                       |
| 101 | 14          | 保鏢 The Bodyguard                                    | 葛雷格里·史密斯       | 劇本創作 ：琳賽·施特曼 故事構思 ：埃米利歐·歐泰嘉·奧德利奇 & 錢德勒·施密特  | 2020年3月8日   | T13.21814 | 0.67                  |
| 黑曜石備受世人矚目的白金隱形眼鏡即將上線之前，安卓莉亞突然受到不明反科技武裝分子以外星力量襲擊，其恐嚇安卓莉亞禁止發佈白金眼鏡。雷克斯將其視為天賜良機，命令卡拉充當安卓莉亞的保鏢，藉此機會接近潔瑪·庫伯以及利維坦的幕後高層。卡拉不甘願地跟在安卓莉亞身邊時，得知她對自己家族事業的鐘愛，但襲擊者屢次出現展開攻擊且消失地無影無蹤。喬恩和艾莉絲前去調查一位符合特征的嫌疑犯時，卻得知真正的嫌犯是其妻艾米·薩菲，由於丈夫托德沉迷於黑曜石產品而導致行竊、生活支離破碎後自殺了結。艾米如今決定為丈夫討回公道，操作一副高科技護手套襲擊凱特企業，意圖摧毀白金眼鏡的發電機。由於主機被毀將會釀成毀滅性災難，布萊尼本想獨自修復，直到安卓莉亞突然重獲影子操縱的超能力，馬上趕到現場修好主機，而卡拉及時趕到並勸降艾米停手。一天的行動讓離開行動局的艾莉絲獲得從零開始的信心，卡拉決定嘗試威廉提出的約會邀請，安卓莉亞戴回六年前拿的金牌項鏈接納能力。莉娜的無害計劃進入人體實驗階段，受雷克斯安排而利用史崔克島的囚犯進行實驗，實驗結果依靠雷克斯調整的算法而大獲成功。雷克斯於這段期間成功在潔瑪面前樹立形象，得到與利維坦接觸的機會，但布萊尼見識到雷克斯為達目的不擇手段，質疑自己是否要繼續與他為伍。 |             |                                                       |                       |                                                                             |                |           |                       |
| 102 | 15          | 現實之痛 Reality Bytes                                | 艾門·V·卡沃基恩       | 黛娜·霍根 & 傑·費伯                                                         | 2020年3月15日  | T13.21815 | 0.68                  |
| 妮雅化身夢境者在國際市維護正義期間，還是受分手影響而心神不寧，與她同身為跨性別女性的室友伊薇特將她拉去夜店散心。伊薇特原本準備跟網路交友認識的約會對象首次見面，然而該對象卻是用假身份騙她出來進行暴力襲擊，作為對夢境者的警告，若不放棄英雄身份則會持續傷害跨性別群體。身心受創的伊薇特變得愁眉苦臉，自責的妮雅同時也相當憤怒，得知警察調查無果後，決定不擇手段來為朋友討回公道。她設局引出這名暴力男葛雷格·鮑爾後用超能力進行攻擊，看他還是一副死不悔改的囂張態度後險些殺死他，直到卡拉趕到及時勸阻她收手。鮑爾被移送法辦，同時查出一個龐大的網絡仇恨團體，妮雅承認自己險些失控是源於過去的失敗以及失戀的打擊。艾莉絲幫忙尋找一名迷失在虛擬現實密室逃生遊戲的男子崔佛，受凱莉協助用黑曜石白金眼鏡進入遊戲中，救出其他兩名受困的用戶，得知他們無法安全退出。艾莉絲最後找到崔佛，教導他逃離虛擬世界。在現實中，喬恩找到構建這座“虛擬刑房”的男子理察，但發現他仍然沉浸在虛擬世界中出不來。凱莉疑惑公司為何仍未解決曾經出現過的故障，而送醫的理察最後被利維坦的高層瑪格偷運至一座倉庫保管，周圍也有大量相似狀況的受害人。隨後，艾莉絲接到母親伊莉莎來電告知，失蹤兩年的生父傑瑞麥過世的噩耗。 |             |                                                       |                       |                                                                             |                |           |                       |
| 103 | 16          | 夢遊仙境 Alex in Wonderland                           | 塔妮安·麥吉爾南       | 劇本創作 ：羅柏·賴特 故事構思 ：潔絲·卡多斯 & 玉木真理子                    | 2020年3月22日  | T13.21816 | 0.65                  |
| 艾莉絲得知父親傑瑞麥因心臟病過世而承受精神重擊，一方面無法接受父親背離過她、了無音訊，甚至都沒能見他最後一面，導致艾莉絲拒絕參加父親葬禮，甚至支走身邊的親朋好友。凱莉決定給她一點空間，獨自在家休養的艾莉絲決定嘗試黑曜石白金隱形眼鏡，進入虛擬現實世界尋找慰藉。她選擇讓自己在虛擬世界中化身為穿黑戰衣的女超人，體驗一下卡拉的生活。過程中，艾莉絲結識幾位同樣因親人過世而在虛擬現實中享受天倫之樂的用戶，但發現他們幾乎已經將虛擬世界當作現實。隨著呆的時間越長，艾莉絲對虛擬和現實的認知也開始顛倒，直到凱莉受威廉委託調查黑曜石發生的失效安全故障問題；該問題在雷克斯加入黑曜石董事會後頻繁發生。凱莉及時回家發現艾莉絲無法自拔的狀態，於是將高中時期的艾莉絲之形象送進去，最後成功引導艾莉絲回到現實。這場經歷讓艾莉絲接受父親已死的事實，在凱莉的陪伴下回家鄉安葬父親。威廉拜託他在國家安全局的朋友調查其他進入虛擬現實長達數小時的用戶位置，該處則是利維坦看護大量“迷失”用戶的倉庫。但指定倉庫因使用偽裝技術，導致威廉誤以為空無一物而打道回府，但他走前撿到一個病人手環。安卓莉亞同樣對公司高層感到不安，拜託一名技術員將失效安全故障的診斷報告提供給她，而該技術員則是久未露面的伊芙。 |             |                                                       |                       |                                                                             |                |           |                       |
| 104 | 17          | 天外降神 Deus Lex Machina                             | 梅莉莎·班諾伊         | 劇本創作 ：琳賽·施特曼 故事構思 ：凱蒂·蘿絲·羅傑斯 & 布魯克·波爾            | 2020年5月3日   | T13.21817 | 0.61                  |
| 三個月前，雷克斯在多元宇宙危機中改寫現實，在危機過後的新世界中成為英雄人物，靠莉娜得知利維坦的存在後決定將他們剷除。他拉攏在新世界中仍然為組織賣命的伊芙擔任自己的雙面間諜，交換條件是保護她的母親以及幫她找出殺害她父親的真兇，他還給予伊芙親自報仇的機會，誘騙她毒殺卡拉的養父傑瑞麥。雷克斯暗中促成白金眼鏡的失效安全故障，還操縱艾米·薩菲和理察·貝茨的作亂，都是為了獲得潔瑪信任幫忙掩蓋事情，成功加入黑曜石董事會而一石二鳥。但現今，雷克斯注意到莉娜安慰父親過世的卡拉，為了不讓他們重歸於好，雷克斯有意讓莉娜得知卡拉正在使用萬劫技術，再次挑撥她們的關係；而卡拉僅是用此幫忙搜尋理察等迷失用戶的位置。雷克斯同時“借利維坦之手”釋放孤獨堡壘的噬日者，使牠吸收陽光開始巨大化，所幸久違的梅根及時回到地球支援，協助卡拉和喬恩制伏噬日者而關回堡壘。靠此聲東擊西，雷克斯搶先到利維坦倉庫殺害瑪格，救出所有的迷失用戶成為英雄，隨後向潔瑪挑撥離間而督促她們必須殺死女超人來進行下一環節。雷克斯回去順便向伊芙坦白自己一直以來都在利用她的忠心，威脅她一旦背叛會洩漏她殺害傑瑞麥的真相；其跟她父親之死毫無關係。一切安排就緒後，志得意滿的雷克斯靠莉娜用過的傳送門手錶進入孤獨堡壘掌控一切。 |             |                                                       |                       |                                                                             |                |           |                       |
| 105 | 18          | 缺失環節 The Missing Link                             | 艾維·尤比恩           | 黛娜·霍根 & J·霍瑟姆                                                        | 2020年5月10日  | T13.21818 | 0.62                  |
| 卡拉、妮雅、喬恩和梅根一行夥伴開始全力追查利維坦的下落，決定先從前作亂的拉摩可汗身上開始調查。艾莉絲找上精通符號學、曾被馬勒菲克冒充形象的彼得·安德魯斯，在國會圖書館查找有關資料，但他們在進去指定檔案庫前受到利維坦成員跟蹤且追殺，但兩人還是僥倖逃生。卡拉一行人成功抓獲企圖製造地震的拉摩可汗，但布萊尼強行將他抓回行動局審問，本打算誘導他將自己帶去見利維坦高層。但始料未及的是，故意被捕的拉摩可汗輕易逃脫，搶走行動局中收藏的所有氪石，甚至摧毀整棟行動局大樓逃跑。所有人及時疏散，布萊尼發現自己的獨斷行為支走身邊的親朋好友，但不想前功盡棄的他還是決定繼續孤軍奮戰。另一方面，莉娜和雷克斯在史崔克島監獄進行的無害計劃人體實驗出現重大缺陷，源於一名囚犯發作幽閉恐懼症時，使自我保護意識直接跟莉娜的無害指令產生衝突，甚至促成強烈暴力行為。其他囚犯受此波及而蔓延成監獄鬥毆，莉娜被迫摧毀自己的所有成果才使危機停止。徒勞無功讓莉娜徹底認清現實並自我反省，乃至使她醒悟而決定不再跟雷克斯同流合污，回到卡拉身邊給予幫助。威廉調查發現潛伏在黑曜石的伊芙的身份不單純，試圖跟蹤她一探究竟卻反被對方擒獲。雷克斯為潔瑪贈送一件他從孤獨堡壘偷來的武器，最終獲得利維坦的登艦資格。 |             |                                                       |                       |                                                                             |                |           |                       |
| 106 | 19          | 永生之戰 Immortal Kombat                              | 大衛·哈伍德           | 劇本創作 ：德瑞克·賽門 故事構思 ：埃米利歐·歐泰嘉·奧德利奇 & 妮琪·霍康布    | 2020年5月17日  | T13.21819 | 0.65                  |
| 雷克斯在潔瑪的護送下蒞臨利維坦藏於地下的艦船總部，得知對方的計劃以及佈局後轉告布萊尼照計劃進行，拉摩可汗帶領兩名隨從四處追蹤女超人進行獵殺。為了掩護卡拉跟莉娜前去實驗室完成最新的防氪石動力服，喬恩、梅根、妮雅以及換上嶄新戰服的艾莉絲去跟拉摩可汗決戰，但發現對方能永生而幾近無堅不摧。期間，卡拉不惜冒險出去救下被伊芙挾持的威廉，同時喚回伊芙的良知，讓她交代出利維坦的重要情報。黑曜石舉行團結慶典使全球大量用戶上線，得知利維坦即將透過鏈接殺死所有用戶，卡拉靠莉娜協助進入虛擬現實中試圖喚醒所有用戶，提醒眾人與其尋找不存在的慰藉、不如學會接受一生中無法避免的痛苦。潔瑪不惜威脅安卓莉亞運用超能力、闖入實驗室前去刺殺女超人，卻在動手之際受莉娜阻攔，誓死保護卡拉的莉娜以自己走過彎路的經歷勸降安卓莉亞，讓她們化解過去的恩怨。受女超人的影響，所有用戶全部同時下線，卡拉以此經歷釋懷心結，與莉娜再次攜手共戰。布萊尼不惜以身犯險跑入利維坦的船上輸入永生終結代碼，將失去永生的拉摩可汗等隨從縮小吸入收藏瓶中囚禁，但因此奄奄一息的他沒能制止雷克斯從他手中奪走收藏瓶。雷克斯隨即跟母親莉莉安會面，母子倆準備實施下一步階段；唯獨逃過一劫的潔瑪露出真正形態之下準備最後一搏。 |             |                                                       |                       |                                                                             |                |           |                       |

## 收視
| 總集數 | 集數 | 標題                   | 播出日期       | 收視／份額 （18–49歲） | 收視 （百萬） | DVR （18–49歲） | DVR收視 （百萬） | 加總 （18–49歲） | 總收視 （百萬） |
| ------ | ---- | ---------------------- | -------------- | ---------------------- | ------------- | --------------- | ---------------- | ---------------- | --------------- |
| 88     | 1    | 黑洞表面（Event Horizon）           | 2019年10月6日  | 0.4/2                  | 1.26          | 0.2             | 0.92             | 0.6              | 2.19            |
| 89     | 2    | 身邊的陌生人（Stranger Beside Me）       | 2019年10月13日 | 0.3/1                  | 0.97          | 0.3             | 0.84             | 0.6              | 1.81            |
| 90     | 3    | 模糊界限（Blurred Lines）           | 2019年10月20日 | 0.2/1                  | 0.92          | 0.3             | 0.78             | 0.5              | 1.70            |
| 91     | 4    | 近在咫尺（In Plain Sight）           | 2019年10月27日 | 0.2/1                  | 0.95          | 0.3             | 0.83             | 0.5              | 1.78            |
| 92     | 5    | 危險關係（Dangerous Liaisons）           | 2019年11月3日  | 0.2/1                  | 0.78          | 0.3             | 0.80             | 0.5              | 1.59            |
| 93     | 6    | 肝膽相照（Confidence Women）           | 2019年11月10日 | 0.2/1                  | 0.84          | 0.2             | 0.74             | 0.4              | 1.58            |
| 94     | 7    | 驚天動地（Tremors）           | 2019年11月17日 | 0.2/1                  | 0.79          | 0.3             | 0.75             | 0.5              | 1.54            |
| 95     | 8    | 拉摩可汗之怒（The Wrath of Rama Khan）       | 2019年12月1日  | 0.2/1                  | 0.87          | 0.3             | 0.77             | 0.5              | 1.64            |
| 96     | 9    | 無限地球危機（一）（Crisis on Infinite Earth: Part One） | 2019年12月8日  | 0.7/3                  | 1.67          | 0.4             | 1.00             | 1.0              | 2.67            |
| 97     | 10   | 瓶中世界（The Bottle Episode）           | 2020年1月19日  | 0.2/1                  | 0.84          | 0.3             | 0.78             | 0.5              | 1.62            |
| 98     | 11   | 逆轉未來（）           | 2020年1月26日  | 0.2/1                  | 0.81          | 0.2             | 0.66             | 0.4              | 1.47            |
| 99     | 12   | 逆轉未來（）           | 2020年2月16日  | 0.2                    | 0.65          | 0.2             | 0.65             | 0.4              | 1.31            |
| 100    | 13   | 心想事成（It's A Super Life）           | 2020年2月23日  | 0.2                    | 0.66          | 0.3             | 0.76             | 0.5              | 1.42            |
| 101    | 14   | 保鏢（The Bodyguard）               | 2020年3月8日   | 0.2                    | 0.67          | 0.2             | 0.66             | 0.4              | 1.33            |
| 102    | 15   | 現實之痛（Reality Bytes）           | 2020年3月15日  | 0.2                    | 0.68          | 0.2             | 0.66             | 0.4              | 1.34            |
| 103    | 16   | 夢遊仙境（Alex in Wonderland）           | 2020年3月22日  | 0.2                    | 0.65          | 0.2             | 0.64             | 0.4              | 1.29            |
| 104    | 17   | 天外降神（Deus Lex Machina）           | 2020年5月3日   | 0.1                    | 0.61          | 0.2             | 0.62             | 0.3              | 1.23            |
| 105    | 18   | 缺失環節（The Missing Link）           | 2020年5月10日  | 0.1                    | 0.62          | 0.3             | 0.64             | 0.4              | 1.26            |
| 106    | 19   | 永生之戰（Immortal Kombat）           | 2020年5月17日  | 0.2                    | 0.65          | 0.2             | 0.58             | 0.4              | 1.23            |

## 外部鏈接
- 官方网站 （英文）